# Elachista solena
Elachista solena är en fjärilsart som beskrevs av J. D. Bradley 1974. Elachista solena ingår i släktet Elachista och familjen gräsmalar, Elachistidae. Inga underarter finns listade i Catalogue of Life.